# Maraskino

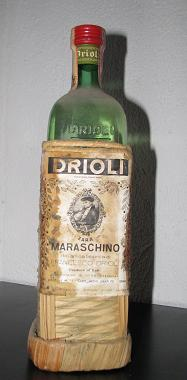

Maraskino (wł. maraschino) – gatunek bezbarwnego likieru o specyficznym aromacie gorzkich migdałów. 
Początkowo wyrabiany w Dalmacji na wybrzeżu adriatyckim, a obecnie także we Włoszech. Jest destylowany ze sfermentowanego soku maraski (amarasca) – gorzkiej odmiany dzikiej wiśni pochodzącej z regionu dalmatyńskiego, a następnie aromatyzowany destylatami na płatkach róży i kwiatach pomarańczy. W procesie produkcji dodawane są m.in. orzechy laskowe, migdały, jaśmin oraz wanilia. Maraschino zawiera 32-40% alkoholu.